# Ensayo de Biuret

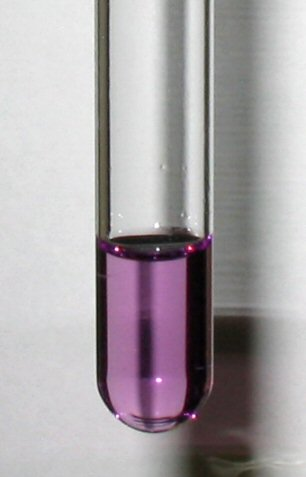
El color característico de una prueba de biuret positiva

En química, el ensayo de Biuret, también conocido como ensayo de Piotrowski, es una prueba química utilizada para detectar la presencia de al menos dos enlaces peptídicos en una molécula. En presencia de péptidos, el ion cobre (II) forma complejos de coordinación de color malva en una solución alcalina. La primera observación de esta reacción data del año 1833. En Polonia, la prueba de Biuret se conoce como prueba de Piotrowski, en honor al fisiólogo polaco Gustaw Piotrowski, quien lo redescubrió de forma independiente en 1857. A lo largo del tiempo, se han desarrollado diversas variantes de esta prueba, tales como el ensayo de proteínas de ácido bicinconínico (BCA) y el método de Lowry modificado.
La reacción de Biuret puede emplearse para determinar la concentración de proteínas, ya que los enlaces peptídicos se forman con la misma frecuencia para cada aminoácido presente en el péptido. La intensidad del color y, por ende, la absorción a 540 nm, guarda una relación directamente proporcional con la concentración de proteína, siguiendo la ley de Beer-Lambert.

En este ensayo, el cobre (II) se une a los átomos de nitrógeno presentes en los péptidos de las proteínas. Como resultado de una reacción secundaria, el cobre (II) se reduce a cobre (I). La presencia de buffers, como Tris y el amoníaco, pueden afectar el ensayo, por lo que es inadecuado para muestras de proteínas purificadas a partir de la precipitación con sulfato de amonio. Debido a su baja sensibilidad y a su limitada interferencia por parte de los aminoácidos libres, este ensayo resulta más útil para muestras de tejido completo y otras fuentes con una alta concentración de proteínas.

## Procedimiento
Una muestra acuosa se trata con un igual volumen de base fuerte al 1% (hidróxido de sodio o potasio), seguidamente se añaden de unas gotas de sulfato de cobre (II) acuoso. Si la solución se vuelve morada, contiene proteína. Los péptidos con una longitud de al menos 3 aminoácidos son necesarios para un cambio de color notable y significativo con estos reactivos.

## Reactivo de Biuret
El reactivo de Biuret está hecho de hidróxido de sodio (NaOH) y sulfato de cobre hidratado (CuSO4·5H2O), junto con tartrato de sodio y potasio (KNaC4O6·4H2O). El tartrato de sodio y potasio actúa como agente quelante, estabilizando los iones cúpricos. La interacción de los iones cúpricos con los átomos de nitrógeno en los enlaces peptídicos provoca la liberación de los átomos de hidrógeno en condiciones alcalinas.  La formación de una quelación con el nitrógeno peptídico genera el característico color del ensayo. Este fenómeno es común en los dipéptidos.

## Variantes de alta sensibilidad de la prueba de Biuret
En el análisis colorimétrico moderno de péptidos, se emplean dos modificaciones principales del ensayo de Biuret: el ensayo con ácido bicinconínico (BCA) y el ensayo de Lowry. En estos procedimientos, el Cu+ formado durante la reacción de Biuret interactúa adicionalmente con otros reactivos, resultando en la intensificación del color observado.
En el ensayo BCA, el Cu+ forma un complejo de color púrpura intenso con el ácido bicinconínico (BCA), que muestra una absorción alrededor de 562 nm, resultando en el distintivo color malva. El complejo BCA/cobre, soluble en agua, presenta una absorción significativamente más intensa que el complejo péptido/cobre, aumentando la sensibilidad del ensayo de biuret por un factor aproximado de 100. Esto permite al ensayo BCA detectar proteínas en un rango de concentración de 0,0005 a 2 mg/mL. Además, el ensayo de proteínas BCA presenta la ventaja adicional de ser compatible con sustancias como tensoactivos en concentraciones de hasta un 5 % en las muestras de proteínas.
En el ensayo de proteínas de Lowry, el Mo VI oxida nuevamente el Cu + a Cu 2+ en el reactivo de Folin-Ciocalteu, generando el compuesto azul de molibdeno (Mo IV ). En estas condiciones, los residuos de tirosina en la proteína también dan lugar al azul de molibdeno. Por lo tanto, este método permite la detección de proteínas en concentraciones que oscilan entre 0,005 y 2 mg/ml. El azul de molibdeno, a su vez, puede unirse a ciertos tintes orgánicos como el verde de malaquita y la auramina O, lo que resulta en una mayor amplificación de la señal.